# بالاكانسترو ريجيانا
بالاكانسترو ريجيانا (بالإيطالية: Pallacanestro Reggiana)‏ هو فريق كرة سلة إيطالي تأسس في 1974 يقع في ريدجو إميليا، إيطاليا. يلعب في ليغا باسكيت الدرجة الأولى.

## وصلات خارجية
- الموقع الإلكتروني